# 全インド統一民主戦線
全インド統一民主戦線（ぜんインドとういつみんしゅせんせん、英: All India United Democratic Front）は、インドの政党。地方政党の1つとして位置づけられ、アッサム州で活動している。略称は「AIUDF」。

## 沿革
香料の原料輸出で巨額の富を持ち、「アッサムで一番裕福な候補者」とされたバドルディン・アジマルが2006年州議会選挙の前に結成した政党である。当初の政党名は「アッサム統一民主戦線」（Assam United Democratic Front）であった。同選挙では初参戦ながら124議席中10議席を獲得する上々の滑り出しを見せ、2009年の連邦下院選挙では、アジマルがドゥブリ（Dhubri）選挙区で勝利、アッサム州割当14議席の中の1議席を獲得した。この善戦は、国民会議派（INC）の州首相タルン・ゴゴイにも警戒感を抱かせた。
その後、党名を現在の「全インド統一民主戦線」に改め、組織整備を進めるなどして更なる飛躍を期すことになる。そして2011年州議会選挙では、AIUDFは議席数を18まで伸ばし、州議会内第2党の地位を獲得した。一時はINCとの選挙協力や連立などがささやかれたが、INCはこれを否定し、そのためAIUDFは州議会で最大野党の位置につけることになった。
2014年の連邦下院選挙でもAIUDFはアッサム州の各選挙区に候補者を擁立した。この選挙はインド人民党（BJP）優勢の状況下にあり、事前の予想ではAIUDF苦戦（アジマルのみ再選）と見られていた。しかしAIUDFは、アジマルが再選されたのみならず、2選挙区でも勝利を収め、計3議席へと躍進を果たした。但し、2019年の連邦下院選挙では、1議席に減らしている。

## イデオロギー
AIUDFは、政教分離主義と反宗派主義を掲げて「すべてのマイノリティと抑圧された人々を代表する」ことを主張し、特にベンガル地域に出自を持つムスリムのコミュニティに広範な支持がある。そのため、同様に移民排斥に反対しムスリムの支持を調達してきたINCの基盤を切り崩すことになった。また、近年はムスリム住民がすでに州総人口の25％を超え、西部と中部では過半数に達する県も少なくなくなっており、この状況はAIUDFをますます有利にしていると考えられる。実際に、2011年州議会選挙では移民・ムスリム排斥を唱えたアソム人民会議とBJPが共に惨敗を喫し、2014年連邦下院選挙では上記の通りAIUDFが躍進している。

## 注
1. 1 2 3  木村（2011）、71頁。
2. ↑  Rupakiyoti Borah, "Assam Elections 2006: Surprises Galore," Institute of Peace and Conflict Studies, 26 May 2006.
3. ↑  木村（2011）、201頁。
4. ↑  "Assam Assembly Polls 2011," oneindia news, 9 Mar 2011.
5. ↑  木村（2011）、200-201頁。
6. ↑  BJP wins 7 seats in AssamThe Hindu、2014年5月17日（2014年5月17日閲覧）
7. ↑  木村（2006）、261頁。